# SMS A 32
A 32 – torpedowiec niemieckiej marynarki Kaiserliche Marine z okresu I wojny światowej, typu A 26. Brał udział w operacji Albion, w czasie której został utracony na mieliźnie. W 1923 roku wydobyty i przyjęty do służby przez Estonię, w Eesti merejõud nosił imię Sulew. Wraz z pozostałymi estońskimi jednostkami przejęty przez ZSRR w 1940 roku. Podczas II wojny światowej brał udział w ewakuacji Tallinna pod nazwą Amietist. Po wojnie służył w straży granicznej, zezłomowany w latach pięćdziesiątych.

## Budowa i opis techniczny
A 32 był torpedowcem typu A 26. Został zbudowany w stoczni Schichau-Werke w Elblągu pod numerem stoczniowym 956. Jego wodowanie odbyło się 15 lipca 1916 roku.
Jego całkowita długość wynosiła 50 metrów, szerokość 5,32 metra, zaś zanurzenie 2,12 metra na dziobie i 2,34 metra na rufie.
Okręt napędzany był przez turbinę parową produkcji Schichaua, z dwustronnym kotłem olejowym, napędzającą pojedynczą śrubę. Rozwijała ona moc 3500 KM. Okręt mógł rozwinąć 25 węzłów. Zapas 53 ton paliwa pozwalał jednostce na pokonanie 1500 mil morskich przy 20 węzłach.
W czasie służby w Kaiserliche Marine torpedowiec uzbrojony był w dwa działa kalibru 88 milimetrów L/40 oraz w wyrzutnię torpedową kalibru 450 milimetrów.

## Służba
Okręt brał udział w operacji Albion. Działał w ramach bałtyckiej flotylli poszukiwawczej dowodzonej przez komandora porucznika von Rosenberga. Wraz z niszczycielem T 142, torpedowcami A 28 i A 30 oraz 32 uzbrojonymi trawlerami i lugrami wchodził w skład 1 półflotylli dowodzonej przez kapitana Sacha. Zadaniem zespołu była ochrona głównych sił przed brytyjskimi i rosyjskimi okrętami podwodnymi. Flotylla wyruszyła z Lipawy 10 października i już następnego dnia wieczorem dotarła do miejsca przyszłego desantu w zatoce Taga. Okręt uczestniczył 16 października w bitwie koło wyspy Moon. W zespole z trzema kontrtorpedowcami (T 144, T 142, T 130) i pięcioma innymi torpedowcami (A 27, A 28, A 29, A 30 i A 31) atakował cele na zachodniej części wyspy Moon, w miejscu gdzie próbowały przedostać się niemieckie oddziały. Został utracony 25 października 1917 roku w wyniku wyrzucenia przez sztorm na brzeg wyspy Saaremaa.
Estończycy zdecydowali się wykorzystać porzuconą przez Niemców jednostkę w 1923 roku. Prace nad podnoszeniem okrętu z dna trwały od września do października, a prowadzone były przy pomocy okrętów „Mardus” i „Meeme” . Przeszedł on remont w Tallinnie, a w skład Eesti merejõud został włączony w sierpniu 1924 roku, pod nazwą „Sulew”.
W 1929 roku odbyła się oficjalna podróż do Lipawy. Poza „Sulewem” brały w niej udział dwa niszczyciele: „Lennuk”, na którego pokładzie przebywał dowódca Eesti merejõud Herman Salza oraz „Wambola”. Wizyta trwała od 4 do 8 sierpnia, zaś 9 sierpnia „Lennuk” odwiedził Rygę, gdzie doszło do wymiany salw honorowych.
Okręt poddawany był kilku remontom, podczas których wprowadzano w nim modyfikacje. W 1932 roku główny maszt jednostki został skrócony. Większy remont torpedowiec przeszedł w latach 1934–1935. W jego trakcie dodano dodatkową wyrzutnię torped oraz wymieniono działa główne na 75 mm L/50 — spowodowało to wzrost etatów z 29 do 36 ludzi. Ostatni, całoroczny remont, okręt przeszedł w 1938 roku.
W związku z reformą języka estońskiego z połowy lat 30. nazwa okrętu została skorygowana na „Sulev”.
„Sulev” brał udział w internowaniu polskiego okrętu podwodnego ORP „Orzeł”. Znajdował się on przy polskiej jednostce w momencie wręczania załodze decyzji o internowaniu, 15 września 1939 roku około godziny 11:25. W momencie ucieczki „Orła”, około 2 godziny po północy 18 września, „Sulev” pełnił służbę wartowniczą. Po podniesieniu alarmu załadowano działo okrętu i przygotowano się do ataku. Rozkaz wystrzału nie został jednak wydany, co pozwoliło Polakom uciec z portu. Torpedowiec uczestniczył w poszukiwaniu uciekiniera – między 18 a 19 września przeszukiwał on obszar na zachód od Tallinna, do półwyspu Tahkuna na wyspie Hiuma.
W wyniku okupacji Estonii przez Armię Czerwoną okręt został jako dozorowiec włączony 6 sierpnia 1940 roku w skład Floty Bałtyckiej Marynarki Wojennej ZSRR. Nową nazwę — „Amietist” (ros. Аметист, pol. ametyst) nadano mu 26 października. Już 17 października został przekazany szkole wojsk granicznych NKWD jako szkolny okręt patrolowy, jednak w wyniku agresji niemieckiej na ZSRR powrócił 22 czerwca 1941 na listę marynarki jako dozorowiec. W tym czasie nastąpiło przezbrojenie okrętu — artylerię stanowiły trzy działa kalibru 45 mm uzupełnione trzema karabinami maszynowymi 12,7 mm — co spowodowało zwiększenie liczby załogantów do 42 osób. Okręt osłaniał pierwszy konwój w trakcie ewakuacji Tallinna 28 sierpnia 1941 roku. Brał następnie udział w obronie Leningradu.
„Amietist” powrócił do wojsk granicznych NKWD 15 czerwca 1945 roku, a z listy okrętów wojennych wykreślono go 4 lipca tego roku. Służbę zakończył w latach 50., po czym został zezłomowany.